# Tai nạn khai thác Vaal Reefs
Tai nạn khai thác Vaal Reefs (tiếng Anh: Vaal Reefs mining disaster), hay còn gọi tắt là Tai nạn mỏ Vaal Reefs, là một tai nạn xảy ra vào ngày 10 tháng 5 năm 1995 khi một đầu máy ngầm trong mỏ vàng Vaal Reefs ở Nam Phi rơi vào hầm mỏ và va vào thang máy chở công nhân khiến thang máy lao xuống đáy hầm, làm thiệt mạng 104 người thợ mỏ. Đây là vụ tai nạn thang máy tồi tệ nhất tính đến thời điểm đó.

## Diễn biến vụ tai nạn
Vụ tai nạn diễn ra vào lúc 20h30 tối ngày 10 tháng 5 năm 1995, khi một đầu máy 12 tấn hoạt động dưới lòng đất ở tầng 56 của mỏ, cách mặt đất 1.676 mét (5.500 ft), đi nhầm đường hầm và mất kiểm soát. Đầu máy và toa tàu đã đâm xuyên qua hàng rào an toàn dành cho các thiết bị nhỏ hơn và rơi xuống hầm mỏ Số 2, sau đó tiếp tục rơi xuống trục của một lồng thang máy hai tầng. Vào thời điểm đó, lồng thang máy này chứa hơn 100 người thợ mỏ đang duy chuyển từ tầng 62 ở độ sâu 1.859 m (6.100 ft) lên mặt đất sau ca làm việc. Việc đầu máy rơi xuống trục đã khiến chiếc thang máy lao ngược xuống đáy trục ở độ cao 460 m (1.510 ft), và bị đè nát chỉ còn 1/3 kích thước ban đầu khi đầu máy tiếp đất. Tất cả các thợ mỏ trên thang máy đã thiệt mạng. Tài xế đầu máy đã may mắn sống sót sau khi kịp nhảy ra khỏi đầu máy trước khi nó rơi xuống.

## Quá trình trục vớt và phản ứng
Vì mức độ nghiêm trọng của vụ tai nạn thang máy đã khiến các quan chức tại Vaal Reefs Mine sau đó thông báo rằng khả năng sống sót của các thợ mỏ là rất hiếm xảy ra. Cùng ngày, khoảng 400 thợ mỏ khác ở dưới lòng đất đã được sơ tán qua trục số 5. Một lực lượng cứu hộ được giao nhiệm vụ tiếp cận hiện trường đã đi xuống nơi vụ tai nạn xảy ra thông qua một đường hầm bên cạnh. Hiện trường vụ án nằm ở dưới cùng của đường hầm Số 2, các lực lượng cứu hộ tiếp cận hiện trường vụ án chính thức xác nhận rằng không có số người sống sót được tìm thấy trong số 104 nạn nhân có mặt bên trong thang máy. Những người trong an ninh cứu hộ vào ngày hôm đó đã miêu tả rằng khung cảnh thảm khốc chứa đầy những thi thể bị nghiền nát và cắt xén hoàn toàn. Một ngày sau vụ tai nạn xảy ra, 6 thi thể đầu tiên được đưa lên mặt đất, chủ yếu là những thi thể đã vô tình bị văng ra khỏi thang máy trong quá trình tiếp đất. Việc trục vớt và đưa các thi thể khác lên mặt đất đã được tiếp cận bằng cắt một đường nhỏ trên chiếc thang xảy ra tai nạn bằng đèn hàn. Với mức độ thảm khốc của vụ tai nạn, các thi thể được tìm thấy sau này thường không còn nguyên vẹn và từng phần trong thi thể nạn nhân được bọc trong một chiếc khăn trong quá trình đưa lên mặt đất bằng những chiếc cáng.
Pik Botha khi đó là Bộ trưởng Bộ Khoáng sản và Năng lượng sau đó đã đến hiện trường và mô tả đây là rằng "cảnh tượng khủng khiếp nhất mà tôi từng thấy." James Motlatsi, chủ tịch của Liên đoàn Công nhân Mỏ Quốc gia (NUM) cũng cho biết "Những mảnh thịt vương vãi khắp nơi... khi toa thang máy hai tầng bị nghiền nát vào một hộp thiếc một tầng." Kgalema Motlanthe, khi đó là tổng thư ký của NUM và sau này là Tổng thống Nam Phi, cũng đã đến hiện trường ngay sau vụ tai nạn.
Với độ sâu của Vaal Reefs và nhiệt độ của hầm mỏ là cực cao ở độ sâu của nơi xảy ra tai nạn khiến các thi thể bắt đầu phân hủy trong quá trình thu hồi, việc này càng làm phức tạp thêm quá trình tìm kiếm thi thể và khó khăn trong việc xác định các phần thi thể còn lại bị rời rạc. Đến thứ Sáu, hai ngày sau vụ tai nạn, vào ngày 12 tháng 5, tầng trên cùng của thang máy đã được dọn sạch với 56 thi thể đã được trục vớt và việc thu hồi các thi thể đang trong quá trình phân hủy từ tầng dưới bắt đầu.  Nhóm cứu hộ đã dành khoảng 61 giờ để thu nhặt các thi thể dưới lòng đất, các thành viên trong nhóm sau đó được tư vấn về chấn thương cũng như xét nghiệm HIV và xét nghiệm Viêm gan B.
Tổng thống Nelson Mandela đã tuyên bố một ngày quốc tang và 45 nạn nhân được chôn cất trong một đám tang tập thể vào một tháng sau đó.

## Điều tra
Cuộc điều tra nguyên nhân Thảm họa mỏ Vaal Reefs là một trong những cuộc thăm dò đầu tiên tính từ thời điểm Nam Phi tiến hành cuộc bầu cử dân chủ đầu tiên vào năm 1994. Không giống với các vụ tai nạn hầm mỏ trước đó, các thợ mỏ tại Vaal Reefs đều là thành viên của Liên minh công nhân mỏ quốc gia (Nam Phi). Thông qua cuộc điều tra, đã có nhiều lời khai được thu thập.
Cục điều tra cho rằng vụ tai nạn là do một số lỗi của hệ thống an toàn theo thực tế phải ngăn đầu máy lăn đi và rơi vào trục. Các bằng chứng cũng phát hiện đầu máy đã được đặt ở khu vực cấm và một mạch điện đã bị bắc cầu, bỏ qua cơ chế an toàn. Tiếp đó, các báo cáo cho thấy những người quản lý ở hầm mỏ đã không thực hiện các biện pháp an toàn khẩn cấp được khuyến nghị cho công nhân mỏ sau một sự cố tai nạn tương tự nhưng không gây chết người đã xảy ra vào ba năm trước. Người ta cũng phát hiện ra rằng thang máy đã rơi sau khi móc tách rời của nó bị bung ra do tác động của đầu máy. Nếu không mở móc, dây cáp có thể đủ độ đàn hồi để hấp thụ lực tác động của đầu máy mà không bị đứt, và nhiều người trong thang máy có thể đã sống sót.
Báo cáo này đã khuyến nghị Công ty Khai thác và Thăm dò Vaal Reefs (một công ty con của Anglo American), nên bị truy tố về tội giết người.

## Hậu quả
Vụ tai nạn này xảy ra ngay thời điểm Ủy ban Leon thực hiện cuộc tham dò điều tra các quy định pháp lý về an toàn và sức khỏe trong ngành khai thác mỏ Nam Phi đang diễn ra. Vụ tai nạn hầm mỏ Vaal Reefs cùng với việc Ủy ban Leon công bố một báo cáo đã giúp mang lại những thay đổi lớn cho ngành khai thác mỏ ở Nam Phi, trong đó có Đạo luật An toàn và Sức khỏe Mỏ. Ngoài ra, những cổ đông hầm mỏ nơi xảy ra tai nạn đã chấp nhận bồi thường cho gia đình của những người công nhân đã chết. Trong trường hợp này, 431 người là thành viên đến từ gia đình của các nạn nhân đã trở thành những người thụ hưởng của Quỹ Thảm họa Vaal Reefs. Những người này sinh sống và phân bố ở nhiều nơi khác nhau, kể cả Nam Phi (114 người), Lesotho (219 người), Mozambique (54 người), Botswana (31 người) và Eswatini (13 người).

## Các tai nạn liên quan
Tại Trục số 2 của hầm mỏ Vaal Reefs đã xảy ra vụ rơi thang máy dẫn đến cái chết cho 31 công nhân mỏ trước đó vào ngày 27 tháng 3 năm 1980, bởi nguyên nhân chiếc thang máy đi xuống bị kẹt bên trong trục.
Một mỏ vàng khác ở Nam Phi cũng là hiện trường của một vụ tai nạn thang máy vào năm 1987, khi vụ nổ khí metan tại mỏ vàng St. Helena ở Welkom đã làm đứt dây cáp của thang máy hai tầng khiến chiếc thang máy rơi xuống đáy hầm với độ sâu 1,4 km (0,9 mi) của hầm mỏ, làm thiệt mạng tất cả 52 người. Một số khác không ở trong thang máy sau đó cũng đã thiệt mạng trong vụ nổ.